# 旱魃

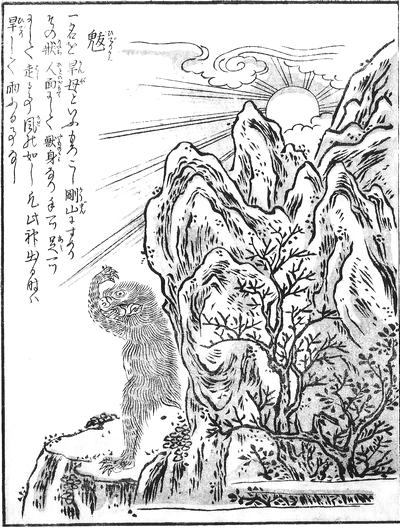
鳥山石燕『画图百鬼夜行』的「魃」

旱魃（或稱魃）是中國神話中的妖怪，更是一種與旱災有關的妖怪。也叫旱妖、旱鬼，《说文解字》：“魃，旱鬼也。”《诗经·大雅·云汉》曰：旱既大，涤涤山川。旱魃为虐，如悦如焚。我心惮暑，忧心如熏。群公先正，则不我闻。昊天上帝，宁俾我遁？这是一首人们在旱魃逞凶狂舞时的呻吟乞雨歌。

## 來歷
關於旱魃的來歷有數種說法。最早的描述見於《诗经》：「旱魃为虐，如惔如焚」。《山海经》有女魃导致旱灾的记载。在日語中，「旱魃」一詞即代表乾旱之意。

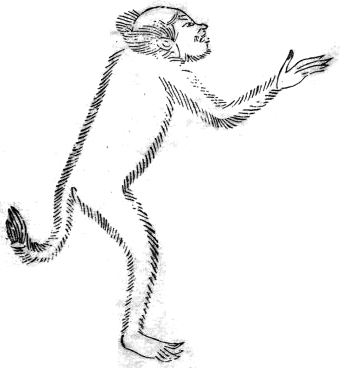
『三才图会』的「神魃」

汉代以后，关于旱魃的传说逐漸增加，而形象也各不相同。如《神異經》之記載，旱魃的形象為「長三四尺，袒身，兩目頂上，行走如風，名曰魃」；宋人朱彧在《萍州可谈》中，把旱魃说成是妇女生出的妖怪。
此外，漢代董仲舒所著之《春秋繁露·求雨》中，提到旱魃乃死者的骨骸而成。到了明清时期，旱魃为殭屍的说法被广泛接受。在袁枚的《續子不語》與紀曉嵐的《閱微草堂筆記》皆有提及。皆有提及，而“打旱骨桩”、“焚旱魃”等求雨习俗也流行开来。不少地方的民眾認為旱魃是死尸所变，因此一旦发生大旱，便須赶紧去查看新坟，若坟上有火光、挖开之后死尸遍体白毛，就是旱魃，必須摧毁才能消解旱情。但遍生白毛的死屍應該僅為白殭(白凶)；旱魃不懼陽光，已無必要在白天躲回墳中。
此外，《道法会元》卷七八紀載了“天地之间有旱魃阴霾二鬼，为旱涝之害。旱魃头如人形。蛇身有翼，凡祈雨则埋其头於坎地。阴霾头如女人状，狐身，有翼，凡祈晴则埋其头离方之地。俱用罡煞炁以禁之。

## 相關紀載
- 《詩經·大雅·雲漢》：「旱魃為虐，如惔如焚。」
- 《幼學瓊林·卷四‧釋道鬼神類》：「乾旱之鬼曰旱魃。」
- 《神異經·南荒經》：「南方有人，長二三尺，袒身，兩目頂上，走行如風，名曰魃，所見之國大旱，赤地千里。」